# Edcamp
Un edcamp est une manifestation organisée pour et par des personnes engagées dans les champs de l'éducation, de l'innovation pédagogique et/ou des technologies éducatives.
Généralement organisé sur une ou deux journées, il est dédié à l'échange d'expériences pédagogiques et au montage de projets éducatifs innovants. Ce type de manifestation s'inscrit en rupture avec les traditionnels colloques scientifiques, journées de formation professionnelle ou séminaires d'entreprises. Ici, tout le monde est mis sur un pied d'égalité et les initiatives sont prises dans une logique de co-construction.

## Définition
C'est un évènement ouvert aux personnes engagées dans les champs de l'éducation formelle (enseignement supérieur, secondaire ou primaire) et non formelle (associations éducatives, structures de médiation) : enseignants, chercheurs, étudiants, formateurs, éducateurs, médiateurs, professionnels du champ des technologies éducatives (ou EdTech).
À l'instar d'un Thatcamp, c'est une « non-conférence » qui ne comprend pas de présentation magistrale, comme c'est habituellement le cas dans un colloque scientifique ; il est librement animé par les participants et toutes les décisions sont prises de façon collégiale,. Il se compose d'ateliers thématiques. Les problématiques de l'innovation pédagogiques et de l'usage des technologies éducatives sont caractéristiques de ce type d'événement.
La participation à cet événement est généralement gratuite ou peu coûteuse (sous la forme d'une participation aux frais). Les sessions ne sont pas prévues à l'avance. Les ateliers, constitués au début de la première journée de manière collaborative, prennent généralement une des formes suivantes : échanges ouverts (autour du partage d'expériences) ; conduite d'activités pratiques (logique du learning by doing) ; réalisation d'un projet dans un temps imparti (collaborative working).

## Historique
Aux États-Unis, où il a été créé en 2010, ce type d'évènement est aujourd'hui très populaire et plusieurs dizaines d'événements labellisés EdCamps sont organisés chaque année. Il est également en train de se diffuser largement à travers le monde parmi les acteurs de l'éducation en quête de formes alternatives de diffusion des compétences et des savoirs.
Le premier événement de ce genre a eu lieu le 22 mai 2010 à Philadelphie où se trouve le siège de la fondation EdCamp,. Le premier organisé hors des États-Unis s'est déroulé à Vancouver le 16 avril 2011. Le premier qui s'est tenu dans une langue autre que l'anglais (en l'occurrence, le suédois) était à Stockholm le 31 octobre 2011.
Le premier événement francophone s'est tenu à Montréal, le 1er novembre 2011. D'autres événements ont ensuite été organisés à Québec entre 2012 et 2016 ; en Belgique, à Charleroi en 2012 et 2013 ou à Louvain en 2014. La première manifestation en France a eu lieu à l'initiative de Michaël Bourgatte et Laurent Tessier, chercheurs à l'Institut supérieur de pédagogie de l'Institut catholique de Paris sur le thème des Humanités numériques pour l'éducation, les 1er et 2 septembre 2016. L'événement proposait de faire se rencontrer des spécialistes du champ des humanités numériques et de l'éducation. Les participants y réalisèrent en direct des non-actes, en écho au modèle de la non-conférence : production papier et numérique faite de bribes de paroles, de tweets, de photos et de vidéos.